# Федерация футбола Гайаны
Федерация футбола Гайаны (англ. Guyana Football Federation) — организация, осуществляющая контроль и управление футболом в Гайане. Штаб-квартира расположена в Джорджтауне.
Федерация основана в 1902 году, однако вступление в ФИФА произошло лишь 1970 году, а в КОНКАКАФ — годом ранее. Федерация организует деятельность и управляет национальными сборными по футболу: мужской, женской, молодёжными. Под эгидой федерации проводится Элитная лига Гайаны, образованная в 2015 году из Национальной Суперлиги, а также Кубок Гайаны и другие соревнования.